# Konståret 1987

## Händelser

### Februari
- 17 februari – Svenska pressfototävlingen "Årets bild" avgörs.[1]

### Mars
- 25 mars – Carl Larssons Midvinterblot säljs i London på Sotheby's skandinaviska auktion för närmare nio miljoner SEK till en företrädare för Umedagalleriet i Osaka.[1]
- 30 mars – En av Vincent van Goghs Solrosor säljs i London på Christie's för 22,5 miljoner brittiska pund, ny rekordsumma för konstverk.[1]

### April
- 22 april – Anders Zorns Efter badet säljs på Beijers auktioner i Stockholm för 3,1 miljoner SEK till en "ung, svensk finansman".[1]

### Oktober
- 19 oktober – En oljemålning av Anders Zorn säljs på Bukowskis i Stockholm för 6,7 miljoner SEK, och blev därmed den dittills dyraste tavla som sålts i Sverige.[1]

### November
- 4 november – En skiss av Rafael påträffas i en samling från 1792 med oidentifierat material på Nationalmuseum i Stockholm.[1]
- 5 november – Prins Eugen-medaljen tilldelas Curt Asker, målare, Gösta Engström, konsthantverkare, Ejler Bille, dansk konstnär, och Harry Kivijärvi, finländsk skulptör.
- 11 november – Vincent van Goghs målning Irisar från 1889 säljs för 53,9 miljoner amerikanska dollar på Sotheby's i New York.[1]
- 30 november – Vid en konstauktion på Christie's säljs målningen Les Blanchisseuses av franske impressionisten Edgar Degas för rekordsumman 7,48 miljoner pund.[1]

### Okänt datum
- Richard Deacon tilldelades Turnerpriset.
- Konsthögskolan vid Umeå universitet bildades.
- Paustians hus invigs i Köpenhamn.

## Verk
- Ernest Zobole – House Interior in Landscape.

## Avlidna
- 22 februari - Andy Warhol, 58, amerikansk bildkonstnär.[1]
- 15 mars - Hertha Olivet, 82, svensk teckningslärare och konstnär.
- 26 mars - Helge Andersson (född 1913), svensk konstnär.
- 19 april - Milt Kahl, 78, amerikansk animatör.
- 23 juli - Elvira Ogrins, 93, svensk konstnär och keramiker.
- 29 december - Hans Viksten, 61, svensk konstnär.

### Fotnoter
1. 1 2 3 4 5 6 7 8 9   Horisont 1987. Bertmarks